# Lego Pirates
Lego Pirates är en Lego-serie som introducerades 1989, och är baserad på pirater, soldater, öbor och segelfartyg.
Förutom piraterna utkom 1989 även guvernören Broadside, vars trupper var baserade på franska flottan och marinen under kolonialtiden. Även en serietidning utkom. 1994 utkom även öborna, efter polynesiskt koncept, och 1996 blev piraterna spansk-influerade.